# Royal Air Force Staff College Bracknell
Koordinaten: 51° 24′ 32″ N, 0° 44′ 28″ W

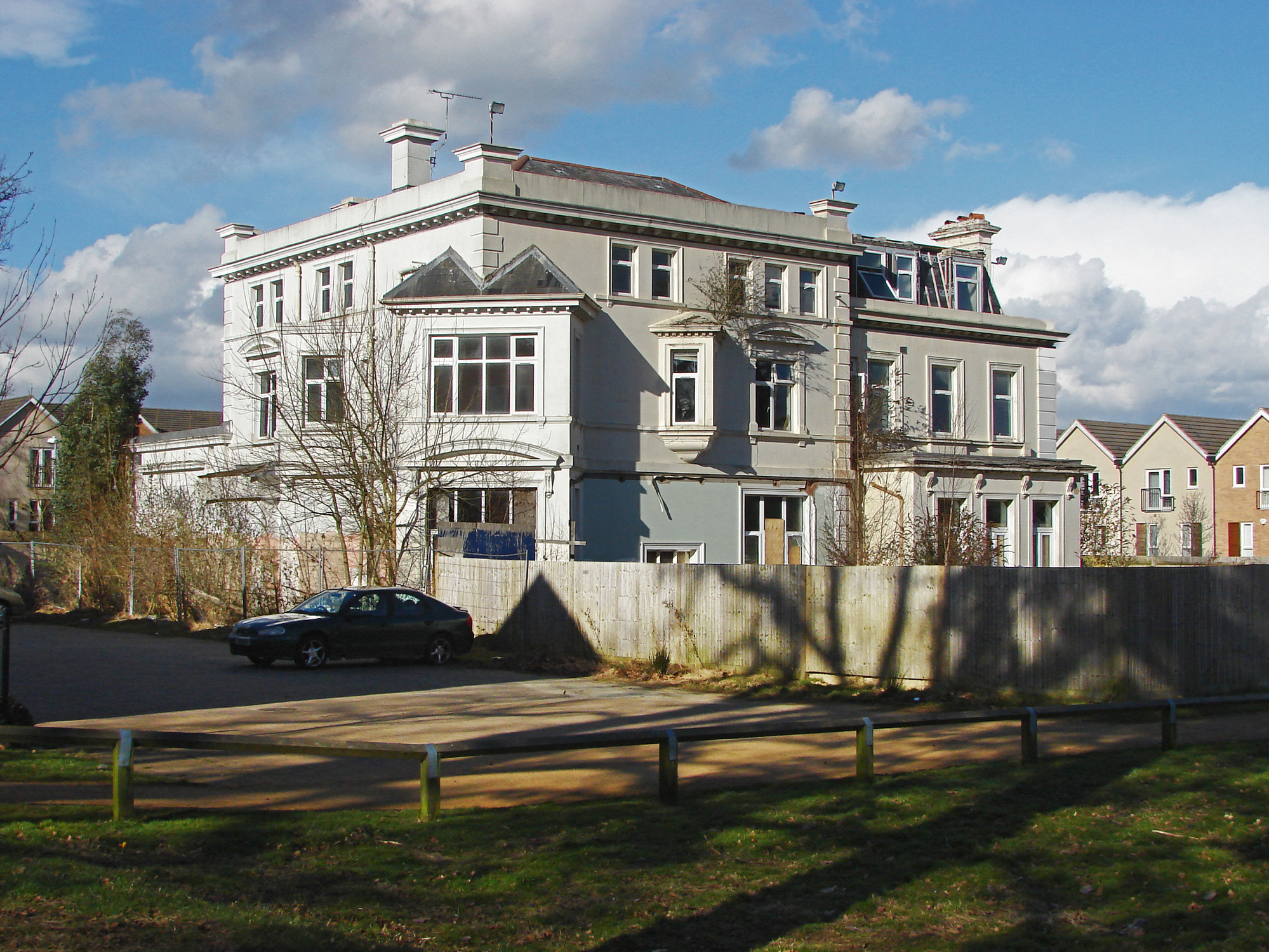
Ramslade House, ehemaliger Sitz des Royal Air Force Staff College in Bracknell

Das Royal Air Force Staff College Bracknell war ein in Bracknell, Berkshire, beheimatetes Ausbildungszentrum für Führungskräfte der Royal Air Force.

## Geschichte
Die Ausbildungseinrichtung bestand von 1945 bis 1997. 1945 wurden Teile einer älteren Ausbildungseinrichtung im Ramslade House zum Royal Air Force College zusammengefügt. Die Unterstellung wechselte mehrfach, zunächst vom Reserve Command zum Home Command und 1968 zum Training Command, 1973 schließlich zum RAF Support Command, wobei sich der Aufgabenbereich nicht änderte. 1994 wurde das Kommando ein letztes Mal neu unterstellt, dieses Mal dem Personnel and Training Command, bevor es zum 1. Januar 1997 aufgelöst und seine Ausbildungsinhalte an das Joint Services Command and Staff College transferiert wurden.
In den folgenden Jahren diente das Gebäude als Drehort des Polizeireviers der Fernsehserie Inspector Barnaby (Midsomer Murders).

## Aufgabe
Hauptthemen in der Ausbildung waren das Training von Stabsoffizieren im Bereich von politischen Aspekten und administrative Aspekte bei der Führung von Großverbänden zugeschnitten auf die Belange der britischen Luftstreitkräfte. Die Ausbildung am College ist vergleichbar mit der Generalstabsausbildung der deutschen Streitkräfte an der Führungsakademie der Bundeswehr in Hamburg. Es fanden regelmäßig Austausche mit anderen Luftstreitkräften statt, auch deutsche Generalstabsoffiziere nahmen an der Ausbildung in Bracknell teil.

## Kommandanten
Im Laufe des Bestehens der Einheit hatten folgende Soldaten das Kommando inne:
- Juli 1945 Air Vice-Marshal Ronald Graham
- Dezember 1945 Air Vice-Marshal Arthur Sanders
- 1947 Air Vice-Marshal Thomas Williams
- 1 Januar 1949 Air Vice-Marshal Donald Hardman
- 18 Juni 1951 Air Vice-Marshal Peter Gillmore
- 1953 Air Vice-Marshal Douglas Macfadyen
- April 1956 Air Vice-Marshal Denis Barnett
- 1 August 1956 Air Vice-Marshal Roy Faville
- 1 Januar 1957 Air Vice-Marshal Charles Elworthy, Baron Elworthy
- 1 Dezember 1959 Air Vice-Marshal Maurice Heath
- 1 Januar 1962 Air Vice-Marshal David Lee
- 1 Januar 1965 Air Vice-Marshal Tim Piper
- 1 Juni 1966 Air Vice-Marshal Deryck Stapleton
- 22 April 1968 Air Vice-Marshal Nigel Maynard
- 27 September 1970 Air Vice-Marshal Michael Beetham
- 2 Oktober 1972 Air Vice-Marshal Alasdair Steedman
- 16 August 1975 Air Vice-Marshal Keith Williamson
- 23 Februar 1977 Air Vice-Marshal John Curtiss
- 27 Februar 1980 Air Vice-Marshal Michael Beavis
- 21 April 1981 Air Vice-Marshal David Parry-Evans
- 29 Januar 1983 Air Vice-Marshal Anthony Skingsley
- 29 September 1984 Air Vice-Marshal Alan White
- 9 Februar 1987 Air Vice-Marshal Derek Bryant
- 6 Januar 1989 Air Vice-Marshal Sandy Hunter
- 8 August 1990 Air Vice-Marshal Robert Peter
- 5 Mai 1993 Air Vice-Marshal Michael Donaldson
- 15 Januar 1996 Air Vice-Marshal Marten van der Veen